# Realism
För andra betydelser, se Realism (olika betydelser).

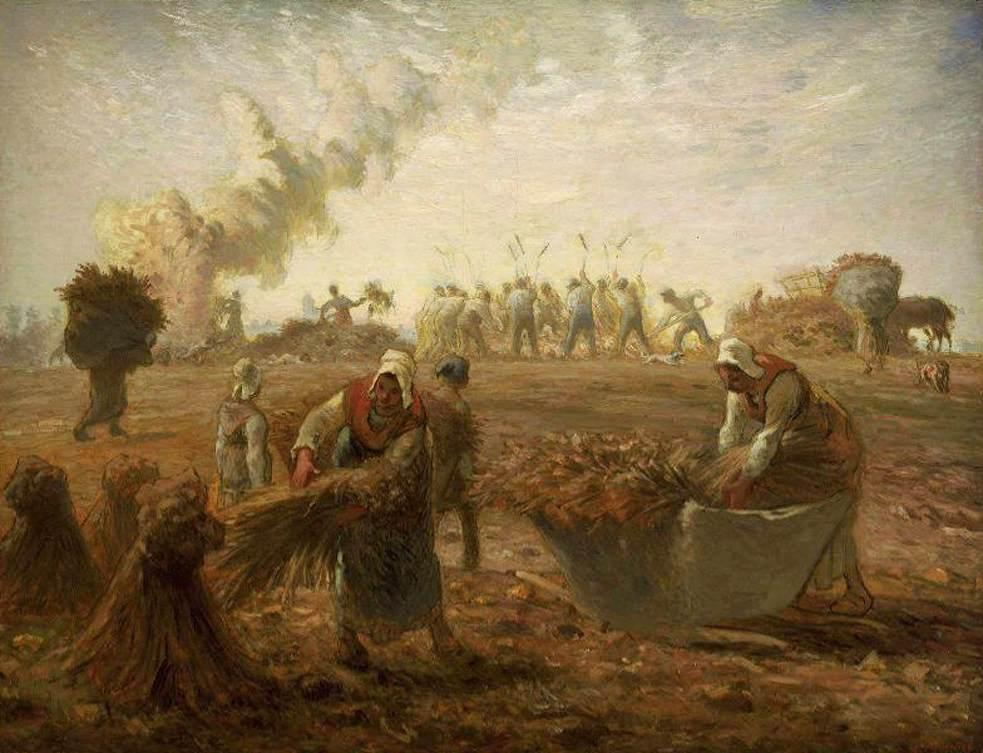
Boveteskörd gjord av Jean-François Millet, 1868-1874.

Gasade gjord av John Singer Sargent, 1919.

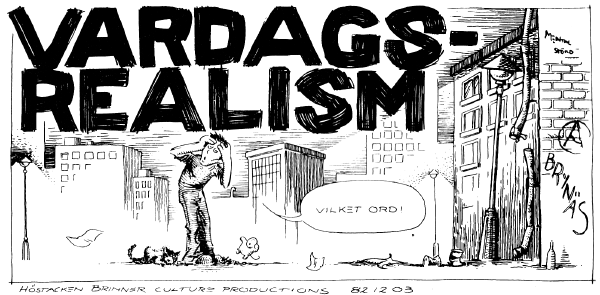
Nicolas Križans serie "Vardagsrealism" (1982) inleds med en tablå inspirerad av Will Eisners storstadsmiljöer.

Realism är överlag benämning på något som utgår från verkligheten.

## Filosofi
Huvudartikel: Realism (filosofi)
Realism inom filosofin har en rad betydelser. Dels syftar det på antagandet att verkligheten existerar oberoende av våra övertygelser och påståenden, dels på antagandet att verkligheten i huvudsak är så som våra sinnen visar den. Det senare kallas ibland naiv realism, eftersom det lätt kan tolkas som uppenbart falskt: t.ex. den naive realisten tycks behöva anta att alla katter verkligen är svarta om natten eller att husfasader verkligen byter färg beroende på skiftande ljusförhållanden. Men en sådan tolkning har knappast några försvarare. En rimligare tolkning är att den naive realisten ser svarta katter och skiftande färger på husfasader eftersom det är precis så som verkligheten ser ut under sådana förhållanden. Man antar då att verkligheten ses direkt, till skillnad från den kritiske realisten som aldrig tycks se verkligheten direkt utan bara sina egna mer eller mindre strikta avbildningar.  
Enligt kritisk realism står våra sinnen i en viss systematisk relation till en objektivt existerande verklighet, men avbildar den inte strikt. Antagandet är vanligt, som när man säger att det vi ser som rött ljus orsakas av ljus inom ett visst våglängdsområde, eller kanske av ett slag mot ögat. Klassisk atomism hos Demokritos och Lucretius ger tidiga exempel på detta. Den ontologiskt realistiska riktningen menar att tingens egenskaper existerar oberoende av om vi varseblir dem eller ej. Realism står då i opposition till nominalism och idealism. Inom matematikfilosofi är realism detsamma som platonism. Vidare kan realism stå i motsats till instrumentalism inom vetenskapsteorin och går då ut på att vetenskapliga teorier och teoretiska entiteter faktiskt existerar. Någon form av realism antas när man stävar efter objektivitet, dvs ett sakligt och opartiskt förhållningssätt t.ex. i samband med undersökningar där resultatet i möjligaste mån förväntas vara oberoende av forskarens åsikter eller föreställningar. När man inom vetenskapsteorin (eller vetenskapsfilosofin) talar om naturlagar skiljer sig realisterna från regularitetsteoretikerna vilka menar att det enda som existerar är regulariteter eller regelbundenheter, och inte några nödvändiga lagar.